# جوسيف بيرنس
جوسيف بيرنس (بالألمانية: Josef Behrens) (و. 1890 – 1947 م) هو مهندس، من ألمانيا، ولد في ميونخ، توفي عن عمر يناهز 57 عاماً.